# Discografie
Een discografie is een overzicht van de muziekalbums die door een artiest of band zijn uitgebracht.
In een discografie worden vaak zowel 'normale' studioalbums als compilaties, livealbums, remixalbums, ep's en singles opgenomen; soms ook promo-uitgaven en bootlegs. Deze categorieën krijgen dan meestal elk een aparte sectie, waarin de albums worden geplaatst die onder de betreffende categorie vallen. 
Een discografie bevat soms alleen de titels, maar vaak worden ook de albumcovers weergegeven en is er verdere informatie bij een titel te zien, zoals een tracklist (de lijst van nummers die op het album staan, al dan niet inclusief de lengten van de nummers), het jaar (de datum) van uitgave, het label of de labels waarop het album is uitgebracht en eventueel de totale tijdsduur en de verschillende catalogusnummers van de uitgaven van dat album.
Het woord "discografie" komt uit het Grieks. Het eerste deel "disco" (van discos) betekent letterlijk "disk" – een ronde, platte schijf. In dit geval wordt daarmee een plaat of een cd bedoeld. Het laatste deel "grafie" duidt op een (vaak chronologische) beschrijving of weergave.